# Dissection
Dissection was een bekende Zweedse blackeneddeathmetalband opgericht door zanger/gitarist Jon Nödtveidt in 1989. Aan het succes van Dissection kwam abrupt een eind toen Jon Nödtveidt in 1997 werd veroordeeld voor de moord op een 37-jarige homoseksuele Algerijn. Na zijn vrijlating in 2004 besloot Jon Nödtveidt nog één laatste album op te nemen met een geheel nieuwe bezetting. Voor veel fans was dit album, Reinkaos, echter een grote teleurstelling.
Op 16 augustus 2006 vond de Zweedse politie Jon Nödtveidt dood in zijn appartement. Uit een zelfmoordbrief bleek dat Jon Nödtveidt (31 jaar oud) dacht alles te hebben bereikt dat voor hem mogelijk was in dit leven. Zijn dood betekende het definitieve einde van Dissection.

## Leden

### Laatste bezetting
- Jon Nödtveidt - Gitaar, Zang
- Set Teitan - Gitaar
- Thomas Asklund - Drums

### Voormalige bandleden
- Erik Danielsson - Basgitaar (slechts optredens)
- Ole Öhman - Drums
- Peter Palmdahl - Basgitaar
- Mattias 'Mäbe' Johansson - Gitaar (sessie)
- Tobias Kjellgren - Drums
- John Zwetsloot - Gitaar
- Johan Norman - Gitaar
- Bård 'Faust' Eithun - Drums (sessie)
- Emil Nödtveidt - Basgitaar (sessie)
- Bryce LeClercq - Basgitaar
- Hakon Forwald - Basgitaar

## Discografie

### Studioalbums
- The Grief Prophecy - (ep, 1990)
- Into Infinite Obscurity - (ep, 1991)
- The Somberlain - (1993)
- Storm Of The Light's Bane - (1995)
- Where Dead Angels Lie - (ep, 1996)
- Maha Kali - (ep, 2004)
- Reinkaos - (2006)

### Live-albums
- The Past Is Alive (The Early Mischief)  - (1997)
- Live Legacy (Live) - (2003)

### Dvd
- Rebirth of Dissection - (2006)